# Arkan Simaan
Arkan Simaan (n. Líbano, 1945) es un ingeniero en lengua francesa e historiador de la ciencia. Emigró con su familia a Brasil a los dos años y se estableció en Anápolis, cerca de Brasília.
En 1964, empezó a estudiar física en la Universidad de São Paulo cuando un levantamiento militar derrumbó al gobierno de João Goulart. Se comprometió entonces en el movimiento trotskista. Perseguido por la policía y condenado a la cárcel, entró en la clandestinidad. Figuró en varios procesos, en particular en el IPM (Inquérito policial-militar) del CRUSP (Conjunto Residencial de la Universidad de São Paulo). Con esa información, el gobierno militar quería designar como responsables de toda la agitación a 46 estudiantes. Tuvo que huir y desterrarse. Arkan Simaan llegó a París en 1970 donde abandonó algunos años más tarde toda actividad política. Volvió a estudiar física en la Universidad de París y luego ingeniería en el Institut Supérieur des Matériaux et de la Construction Mécanique. Después de trabajar algún tiempo en la industria, decidió dedicarse a enseñar y consiguió la “agrégation” de física.
Arkan Simaan es miembro del comité de apadrinamiento científico de la Asociación Francesa de Información Científica.
En 2012 es uno de los fundadores de Planète Amazone, una organización no gubernamental francesa para defender a los pueblos indígenas. Participa en los viajes en Europa del jefe Raoni.

## Obras
Arkan Simaan es novelista, autor de biografías y de libros de historia de las ideas, de los cuales algunos han sido premiados.
- L'Image du monde des Babyloniens à Newton (con Joëlle Fontaine), Adapt Éditions, 1998.
- « Cette sentence vous fait plus peur qu'à moi-même : Giordano Bruno », Cahiers rationalistes, 2000. Biografía de Giordano Bruno cuando del quarto centenario de su suplicio.
- La science au péril de sa vie. Les aventuriers de la mesure du monde, coedición Vuibert y Adapt Éditions, 2001. « Premio Especial del libro de astronomía » en 2002.
- Vénus devant le Soleil. Comprendre et observer un phénomène astronomique, coedición Vuibert y Adapt Éditions, 2003. Libro sobre el tránsito de Venus
- L'Image du monde de Newton à Einstein, coedición Vuibert y Adapt Éditions, 2001.coédition Vuibert et Adapt Éditions, 2005.
- L’Écuyer d’Henri le Navigateur, Éditions L'Harmattan, 2007, novela histórica sobre Enrique el Navegante, baseada en las crónicas medievales de Gomes Eanes de Zurara.
- Le paradoxe de la science : Fritz Haber, Cahiers rationalistes, numéro 579, noviembre-diciembre de 2005.
- "Un marin en Terre des perroquets", (Ancre de marine éditions, Saint-Malo, 2024), 156 p. ISBN 2841414787 ; ISBN 978-2841414789
- Viens, on s’en va ! – Immigration, dictature, exil!, Éditions Zinédi, 2025 (Nacido en el Líbano, el autor relata su inmigración a Brasil, su compromiso político contra la dictadura brasileña, su detención y su exilio en Francia, donde se convirtió en profesor asociado de física y luego en activista en defensa de los bosques y de los pueblos indígenas).[14][15][16]

## Artículos
- Artículos y reseñas para la revista racionalista Science et pseudo-sciences (en francés)

## Vídeos
- (fr) * Arkan Simaan : La science en questions II série À Ciel ouvert 3min 58s
- (fr) Arkan Simaan : La science en questions II série À Ciel ouvert 3min 43s